# Hydaspis Chaos
L'Hydaspis Chaos è una struttura geologica della superficie di Marte.